# Section des travaux publics du Conseil d'État français
La section des travaux publics est l'une des cinq sections administratives du Conseil d'État français.

## Missions
La section des travaux publics du Conseil d'État a pour mission d’examiner les projets de texte — lois, ordonnances et décrets — et les demandes d'avis relatifs au développement durable et à l'environnement, à l'énergie et aux matières premières, à la sécurité industrielle et à la prévention des risques industriels, à la propriété industrielle, aux postes et aux communications électroniques, au développement de l'économie numérique, au tourisme, à la mise en œuvre de la politique de sûreté nucléaire, y compris le transport des matières radioactives et fissiles à usage civil, aux transports et à leurs infrastructures, à l'équipement, à l'urbanisme et à l'aménagement foncier, à l'aménagement et au développement du territoire, à la mer et à la montagne, à l'espace, au logement, à la construction, à la politique de la ville, à l'agriculture, aux affaires rurales, aux cultures marines et à la pêche, à la forêt, aux secteurs sauvegardés. 
En 2013, la section des travaux publics a examiné 173 projets de textes et demandes d'avis dont le projet de loi pour l'accès au logement et un urbanisme rénové et le projet de loi portant réforme ferroviaire. 

## Composition
Composée d'une vingtaine de membres, la section des travaux publics est assistée d’un secrétariat qui assure la coordination tant avec les membres qu’avec l’administration et fournit une assistance juridique.
- Président : Edmond Honorat[3]
- Président adjoint : Marie-Hélène Mitjavile[4]
- Secrétaire de section : Béatrice Guinot[4]

### Liste des présidents de la section des travaux publics
- 1872-1879 : Léon Aucoc
- 1880-1881 : Guy Gendarme de Bévotte
- 1882-1885 : Abel Berger
- 1886-1910 : Alfred Picard
- 1911-1917 : Émile Cotelle
- 1918-1928 : Théodore Tissier
- 1928-1931 : Jules Gautier
- 1931-1935 : Jean-Louis Deloncle
- 1935-1942 : Lucien Riboulet
- 1943-1953 : Maurice Reclus
- 1953-1966 : Pierre Josse
- 1966-1976 : René Martin
- 1976-1982 : Roger Grégoire
- 1982-1984 : Jacques Ducoux[5]
- 1984-1988 : Fernand Grévisse[6]
- 1988-1995 : Nicole Questiaux[7]
- 1995-1998 : Dominique Le Vert[8]
- 1999-2002 : Michel Franc[9]
- 2002-2007 : Marie-Eve Aubin[10]
- 2007-2012 : Marie-Dominique Hagelsteen[11]
- 2012-2021 : Philippe Martin[12],[3]
- Depuis 2021 : Edmond Honorat[3]

### Sources et liens externes
- Infos sur le site Studility
- Présentation de la section des travaux publics sur le site du Conseil d'État
- Présentation des sections administratives sur le site du Conseil d'État